# Alleanza dei Democratici
L'Alleanza dei Democratici è stata un'associazione bilaterale stipulata tra il Partito Democratico americano ed il Partito Democratico Europeo, aperta al contributo di partiti asiatici, africani e latino-americani di centro-sinistra, centro e centro-destra.

## Stabilizzazione politica
La prima convention politica si è tenuta a Roma nel febbraio 2005. L'alleanza europeo-nordamericana dei democratici, nonostante conti sull'adesione di partiti appartenenti a ben otto nazioni (tre delle quali membri del G8), non è però una vera organizzazione politica internazionale come lo sono per esempio l'Internazionale Socialista o i Global Greens, ma piuttosto un'associazione politico-culturale di alcuni partiti democratico-riformisti europei ed americani.

## Posizioni politico-ideologiche
I partiti membri dell'associazione avevano in comune il riferimento culturale nel filone politico riformista e di centrosinistra, ma non erano riconducibili ad una singola ideologia bensì ad una più vasta ed aperta cultura genericamente "democratica" o "riformista" (in pratica un mix di liberalismo e  cristianesimo sociale, con una sensibilità perlopiù progressista).
Si proponeva come organizzazione in una posizione intermedia tra l'Internazionale Socialista, di orientamento socialista e socialdemocratico, e l'Internazionale Liberale di orientamento liberale-centrista.
Tale organizzazione raccoglieva l'adesione di partiti membri dell'Internazionale Democratica Centrista, dell'Unione Democratica Internazionale e dell'Internazionale Liberale e di molti partiti politici internazionali di ampio spettro, dall'israeliano Kadima (liberale), al Partito Democratico Cristiano del Cile (cristiano-sociale), al Partito Democratico statunitense (liberale progressista) al Fronte Ampio uruguaiano (socialista).
Riguardo all'Italia il partito Democrazia è Libertà - La Margherita, confluito nel Partito Democratico, aveva aderito come membro del Partito Democratico Europeo (PDE); ultimamente l'Italia era rappresentata da Alleanza per l'Italia, che era membro del PDE.

## Presidenti
| Ritratto | Presidente (Nascita–Morte) | Paese       | Mandato   | Partito                                                                                     |
| -------- | -------------------------- | ----------- | --------- | ------------------------------------------------------------------------------------------- |
|          | Francois Bayrou (1951)     | Francia     | 2005–2012 | Unione per la Democrazia Francese (2004-2007) Movimento Democratico (dal 2007)              |
|          | Francesco Rutelli (1954)   | Italia      | 2005–2012 | La Margherita (2004-2007) Partito Democratico (2007-2009) Alleanza per l'Italia (2009-2016) |
|          | Ellen Tauscher (1951–2019) | Stati Uniti | 2005–2012 | Partito Democratico                                                                         |